# Chiasmocleis albopunctata
Chiasmocleis albopunctata là một loài ếch trong họ Nhái bầu.
Nó được tìm thấy ở Bolivia, Brasil, và Paraguay.
Các môi trường sống tự nhiên của chúng là các khu rừng khô nhiệt đới hoặc cận nhiệt đới, xavan khô, xavan ẩm, vùng đất ẩm có cây bụi nhiệt đới hoặc cận nhiệt đới, đồng cỏ nhiệt đới hoặc cận nhiệt đới vùng ngập nước hoặc lụt theo mùa, hồ nước ngọt có nước theo mùa, đầm nước ngọt có nước theo mùa, đất canh tác, vùng đồng cỏ, vườn nông thôn, các khu rừng trước đây bị suy thoái nặng nề, ao, đất nông nghiệp có lụt theo mùa, và kênh đào và mương rãnh.